# Sjtraklevo
Sjtraklevo (Bulgaars: Щръклево) is een dorp in het noorden van Bulgarije. Het dorp is gelegen in de gemeente Ivanovo in de oblast Roese. Het dorp ligt 16 km ten zuidwesten van Roese en 247 km ten noordoosten van Sofia.

## Bevolking
Op 31 december 2019 telde het dorp 2.094 inwoners, een daling ten opzichte van het maximum 4.407 personen in 1934.
| Bevolkingsontwikkeling tussen 1934 en 2019          |
| --------------------------------------------------- |
|                                                     |
| Bron: Nationaal Statistisch Instituut van Bulgarije |

Het dorp heeft een Bulgaarse bevolkingsmeerderheid, maar ook grote aantallen etnische Turken en Roma.
| Etnische samenstelling van de respondenten (2011) | Etnische samenstelling van de respondenten (2011) | Etnische samenstelling van de respondenten (2011) | Etnische samenstelling van de respondenten (2011) | Etnische samenstelling van de respondenten (2011) |
| ------------------------------------------------- | ------------------------------------------------- | ------------------------------------------------- | ------------------------------------------------- | ------------------------------------------------- |
|                                                   |                                                   |                                                   |                                                   |                                                   |
| Bulgaren                                          | Bulgaren                                          |                                                   | 67,9%                                             | 67,9%                                             |
| Turken                                            | Turken                                            |                                                   | 25,8%                                             | 25,8%                                             |
| Roma                                              | Roma                                              |                                                   | 5,4%                                              | 5,4%                                              |
| Anders/Onbekend                                   | Anders/Onbekend                                   |                                                   | 0,9%                                              | 0,9%                                              |